# 第103回日劇學院賞
←第102回 - 第103回 - 第104回→
第103回日劇學院賞，針對2019年10月到12月在日本播出之秋季檔連續劇所做出的投票與評比。本季獲最優秀作品賞為TBS電視台的《Grand Maison東京》，此劇共獲五項獎本季最多。

## 得獎名單

### 最優秀作品賞
1. Grand Maison東京[1]
2. 我的事說來話長
3. 大叔的愛-in the sky-
4. G弦上的你和我
5. 韋駄天～東京奧運故事～

- 讀者票：1. Grand Maison東京；2. 大叔的愛-in the sky-；3. G弦上的你和我；4. 我的事說來話長；5. 黑色校規（日语：ブラック校則）
- 記者票：1. Grand Maison東京；2. 我的事說來話長；3. 韋駄天～東京奧運故事～；4. G弦上的你和我；5. 大叔的愛-in the sky-
- 評審票：1. Grand Maison東京；2. 我的事說來話長；3. G弦上的你和我；4. 韋駄天～東京奧運故事～；5. Miss事故調（日语：ミス・ジコチョー～天才・天ノ教授の調査ファイル～）

### 主演男優賞
1. 木村拓哉（Grand Maison東京）[2]
2. 生田斗真（我的事說來話長）
3. 田中圭（大叔的愛-in the sky-）
4. 藤岡靛（夏洛克：未敘之章）
5. 阿部寬（還是不能結婚的男人）

- 讀者票：1. 田中圭（大叔的愛-in the sky-）；2. 木村拓哉（Grand Maison東京）；3. 生田斗真（我的事說來話長）；4. 藤岡靛（夏洛克：未敘之章）；5. 北山宏光（Million Joe（日语：ミリオンジョー））
- 記者票：1. 木村拓哉（Grand Maison東京）；2. 生田斗真（我的事說來話長）；3. 阿部寬（還是不能結婚的男人）；4. 田中圭（大叔的愛-in the sky-）；5.藤岡靛（夏洛克：未敘之章）
- 評審票：1. 木村拓哉（Grand Maison東京）；2. 生田斗真（我的事說來話長）；3. 藤岡靛（夏洛克：未敘之章）； 4. 阿部貞夫（韋駄天～東京奧運故事～）；5.  田中圭（大叔的愛-in the sky-）

### 主演女優賞
1. 高畑充希（同期的櫻）[3]
2. 波瑠（G弦上的你和我）
3. 米倉涼子（派遣女醫X6）
4. 井上真央（少年寅次郎（日语：悪童_小説_寅次郎の告白#テレビドラマ））
5. 高岡早紀（Rika（日语：リカ_(小説)#2019年版））

- 讀者票：1. 高畑充希（同期的櫻）；2. 米倉涼子（派遣女醫X6）；3. 波瑠（G弦上的你和我）；4. 井上真央（少年寅次郎）；5. 新木優子（前男友狂（日语：モトカレマニア））
- 記者票：1. 高畑充希（同期的櫻）；2. 米倉涼子（派遣女醫X6）；3. 波瑠（G弦上的你和我）；4. 新木優子（前男友狂）；5. 井上真央（少年寅次郎）
- 評審票：1. 高畑充希（同期的櫻）；2. 波瑠（G弦上的你和我）；3. 米倉涼子（派遣女醫X6）；4. 高岡早紀（Rika）；5. 松雪泰子（Miss事故調）

### 助演男優賞
1. 玉森裕太（Grand Maison東京）[4]
2. 中川大志（G弦上的你和我）
3. 安田顯（我的事說來話長）
4. 千葉雄大（大叔的愛-in the sky-）
5. 吉田鋼太郎（大叔的愛-in the sky-）

- 讀者票：1. 千葉雄大（大叔的愛-in the sky-）；2. 玉森裕太（Grand Maison東京）；3. 中川大志（G弦上的你和我）；4. 澤村一樹（Grand Maison東京）；5. 戶次重幸（大叔的愛-in the sky-）
- 記者票：1. 安田顯（我的事說來話長）；2. 玉森裕太（Grand Maison東京）；3. 千葉雄大（大叔的愛-in the sky-）；4. 中川大志（G弦上的你和我）；5. 吉田鋼太郎（大叔的愛-in the sky-）
- 評審票：1. 安田顯（我的事說來話長）； 2. 中川大志（G弦上的你和我）； 3. 吉田鋼太郎（大叔的愛-in the sky-）；4. 森山未來（韋駄天～東京奧運故事～）；4. 玉森裕太（Grand Maison東京）；4. 役所廣司（韋駄天～東京奧運故事～）

### 助演女優賞
1. 小池榮子（我的事說來話長）[5]
2. 鈴木京香（Grand Maison東京）
3. 松下由樹（G弦上的你和我）
4. 清原果耶（我的事說來話長）
5. 富永愛（Grand Maison東京）

- 讀者票：1. 鈴木京香（Grand Maison東京）；2. MEGUMI（大叔的愛-in the sky-）；3. 松下由樹（G弦上的你和我）；4. 小池榮子（我的事說來話長）；5. 清原果耶（我的事說來話長）
- 記者票：1. 小池榮子（我的事說來話長）；2. 清原果耶（我的事說來話長）；3. 鈴木京香（Grand Maison東京）；4. 菜菜緒（4分鐘的金盞菊）；4. モトーラ世理奈（黑色校規）
- 評審票：1. 小池榮子（我的事說來話長）；2. 鈴木京香（Grand Maison東京）；3. 松下由樹（G弦上的你和我）；4. 富永愛（Grand Maison東京）；5. 菜菜緒（4分鐘的金盞菊）

### 連續劇歌曲賞
1. 《RECIPE》山下達郎（Grand Maison東京）[6]
2. 《願い》sumika（大叔的愛-in the sky-）
3. 《友よ》關西傑尼斯8（我的事說來話長）

- 讀者票：1. 《願い》sumika（大叔的愛-in the sky-）；2. 《RECIPE》山下達郎（Grand Maison東京）；3. 《友よ》關西傑尼斯8（我的事說來話長）；4. 《sabotage》綠黃色社會（G弦上的你和我）；5. 《Edge of Days》Kis-My-Ft2（Million Joe）
- 記者票：1. 《RECIPE》山下達郎（Grand Maison東京）；2. 《友よ》關西傑尼斯8（我的事說來話長）；3. 《まだスイミー》持田香織（還是不能結婚的男人）；4. 《さくら（二〇一九）》森山直太郎（同期的櫻）；5. 《Edge of Days》Kis-My-Ft2（Million Joe）
- 評審票：1. 《RECIPE》山下達郎（Grand Maison東京）；2. 《Seaching For The Ghost》藤岡靛（夏洛克）；2. 《まだスイミー》持田香織（還是不能結婚的男人）；2. 《sabotage》綠黃色社會（G弦上的你和我）；5. 《願い》sumika（大叔的愛-in the sky-）；5. 《友よ》關西傑尼斯8（我的事說來話長）；5. 《さくら（二〇一九）》森山直太郎（同期的櫻）；5. 《shelly》藤岡靛（夏洛克）；5. 《いただきます》コレサワ（新手姊妹的雙人餐桌）

### 劇本賞
1. 金子茂樹（日语：金子茂樹）（我的事說來話長）[7]
2. 黑岩勉（日语：黑岩勉）（Grand Maison東京）
3. 宮藤官九郎（韋駄天～東京奧運故事～）

### 導演賞
1. 塚原亞由子、山室大輔、青山貴洋（Grand Maison東京）[8]
2. 中島悟、丸谷俊介、鈴木勇馬（我的事說來話長）
3. 井上剛、西村武五郎、一木正恵、大根仁、桑野智宏、林啓史、津田温子、松木健祐、渡辺直樹、北野隆（韋駄天～東京奧運故事～）

## 外部連結
- 第103回日劇學院賞 （页面存档备份，存于）

1. ↑  . KADOKAWA.   [2020-02-26]. （原始内容存档于2020-06-04） （日语）.
2. ↑  . KADOKAWA.   [2020-02-26]. （原始内容存档于2020-11-12） （日语）.
3. ↑  . KADOKAWA.   [2020-02-26]. （原始内容存档于2020-06-11） （日语）.
4. ↑  . KADOKAWA.   [2020-02-26]. （原始内容存档于2021-04-06） （日语）.
5. ↑  . KADOKAWA.   [2020-02-26]. （原始内容存档于2021-04-08） （日语）.
6. ↑  . KADOKAWA.   [2020-02-26]. （原始内容存档于2021-04-09） （日语）.
7. ↑  . KADOKAWA.   [2020-02-26]. （原始内容存档于2021-04-03） （日语）.
8. ↑  . KADOKAWA.   [2020-02-26]. （原始内容存档于2021-04-27） （日语）.